# سم نان
سَم نان (به انگلیسی: Sam Nunn) سناتور سابق عضو حزب دموکرات ایالات متحده آمریکا بود. وی در سال ۱۹۷۳ تا ۱۹۹۷ میلادی سناتور ایالت جورجیا در سنای ایالات متحده آمریکا بود.